# 단주 (경제)
단주(端株, 영어: odd-lot stock, broken-lot stock)는 특정 단위 미만의 주식이다.
신주의 배정비율의 정함에 따라서는 주주에게 1주 미만의 주식이 배정되는 경우가 생긴다. 예컨대 구(舊)주식 2주에 대하여 신주 1주를 배정하는 경우에는 기수주(奇數株)를 가진 주주에게는 1주 미만의 주식이 배정된다. 이 1주 미만의 주식을 단주라고 한다. 상법에는 단주의 처리에 관한 규정이 없다. 따라서 정관으로서 단주에 관하여는 신주인수권을 무시한다든가, 단주에 관하여는 별도로 주주를 모집하여 그 발행가액과 주주에 배정한 신주의 발행가액과의 차액은 단주주(端株主)에게 분배한다는 것같이 정하여 두는 것이 좋다.